# Pélisse
Pour les articles homonymes, voir Pelisse (homonymie).
 (octobre 2019).
Pélisse est un personnage de fiction de la saga La Quête de l'oiseau du temps de Serge Le Tendre. Il joue un rôle essentiel, avec Bragon, l'Inconnu et Mara.

## Présentation
Elle est présentée comme étant la fille de la princesse-sorcière Mara qui dirige la « Marche des voiles d'écume ».
Physiquement, c'est une jeune fille musclée, aux longs cheveux roux, à la poitrine généreuse, aux lèvres pulpeuses et aux poses aguichantes. Elle est âgée d'environ 16 ans.
Tout au long de la saga, Pélisse est accompagnée par un petit animal gris-bleu nommé « Fourreux » ou « Petit maître ». Lorsque les événements entraînent la séparation momentanée de Pélisse et de l'étrange créature, la jeune fille perd une grande partie de ses forces. Dans le tome 4, après une séparation d'une dizaine de minutes, elle tombe même dans le coma.
Dans le 1er tome de la série, Pélisse apporte un message au vieux Chevalier Bragon : Mara implore Bragon de partir à la recherche de l'Oiseau du temps afin d'empêcher que le dieu maudit Ramor soit libéré de sa prison, une conque dans laquelle il a été enfermé. Au début, Bragon est intrigué par cette fougueuse jeune fille, qu'il traite avec rudesse et sans ménagement. Il la qualifie de « gamine », « bâtarde » ou « pucelle ». S'agissant de ce dernier terme, Pélisse ne le conteste pas et répond à Bragon que sa virginité leur portera chance.
Au fil de leurs aventures, au cours des quatre premiers tomes, Pélisse montre des qualités qui font l'admiration de Bragon : elle se révèle en effet courageuse voire intrépide, tenace, lucide, responsable. Elle prend part aux combats sans défaillance. Elle se montre vivante, entière et parfois même espiègle ou jalouse. Elle a le sens de l'humour et une bonne dose de répartie.
Bragon est-il le père de Pélisse ? C'est la question que se pose le vieil aventurier tout au long de la quête. Dès le tome 2, on apprend que si Bragon pourrait effectivement être le père de la jeune fille, celle-ci pourrait avoir pour père le prince-sorcier Bodias qui a longtemps été l'amant de Mara. Quoi qu'il en soit, Bragon tombe sous le charme de celle qu'il considère comme sa fille non seulement pour les qualités morales de Pélisse (ses attraits physiques n'étant qu'un plus) qui se bat comme un vrai chevalier mais aussi parce qu'elle ressemble énormément à la Mara jeune dont Bragon était tombé amoureux quarante ans auparavant. La comparaison entre la Pélisse des tomes 1 à 4 et la Mara jeune des tomes 5 à 7 montre à cet égard une ressemblance frappante.
La fin du tome 4 apporte des révélations inattendues sur la nature de Pélisse et le rôle du Fourreux. Bragon est désespéré par ces révélations qui portent un coup fatal à son moral et à sa santé mentale puisque Pélisse est destinée à mourir. En définitive, Pélisse, au cours des quatre tomes de la première Époque, est décrite comme une héroïne particulièrement jolie, courageuse et attachante.

### Documentation
- Christophe Quillien, « Femmes de tête : Pélisse », dans Elles, grandes aventurières et femmes fatales de la bande dessinée, Huginn & Muninn, octobre 2014 (ISBN 9782364801851), p. 24-25.